# Титан (роман Варлі)
«Титан» (англ. Titan) — науково-фантастичний роман Джона Варлі 1979 року. Роман нагороджений премією «Локус» за найкращий науково-фантастичний роман у 1980 році та був номінований на премію «Неб'юла» за найкращий роман за 1979 рік і премію «Г'юго» за найкращий роман у 1980 році «Титан» — перший роман трилогії «Гея», що присвячена «зорельоту» — іншопланетянці розміром з планету, що залетів до Сонячної системи. Ним виявився «супутник» Сатурна в районі Титана, який приховує всередині цілий мікровсесвіт. Романи-продовження — «Фея» (англ. «Wizard», 1980) та «Демон» (англ. «Demon»,1984).

## Стислий сюжет
«Володар перснів» — це науково-дослідницький космічний корабель для глибокого дослідження космічного простору. І з сімома астронавтами на борту він направляється обстежити супутники Сатурна, сягаючи їх району у 2025 році. Командиром корабля є капітан Сірокко Джоунз, високопосадовиця NASA, якій допомагають астроном Габі Плоджит, фізикині-близнюки Август та Ейпріл (або Квітень) Поло, пілот Юджин Спрінфілд, лікар Келвін Ґрін та інженер Білл (прізвище якого не вказується). Сексуальні стосунки членів екіпажу є вельми заплутаними, на час подій роману Габі закохана у Сірокко, що є коханкою Білла, сестри Поло вдаються до інцесту, Юджин та Келвін — вільні.
В романі описана наукова експедиція на планету Сатурн в 2025 році, на борту корабля «Володар перснів», що виявляє дивний супутник на орбіті навколо планети. учасники експедиції його назвали Феміда, він 1300 км в діаметрі, але при найближчому розгляді він видався астронавтам планетоїдом штучного походження. Щоб виявити чим він є малою планетою, штучним астероїдом чи космічним кораблем невідомої раси керівництвом НАСА було вирішено змінити першомету місії та дослідити цей дивний об'єкт, але об'єкт.
Коли вони дістаються до супутника, вони усвідомлюють, що це величезне порожнисте тіло, що є прикладом Стенфордського тору. Перш, ніж вони зможуть повідомити про це, корабель пошкоджений «живими» кабелями, що простягнулися від об'єкту, та притягнутий до небесного тіла. Екіпаж втрачає свідомость і за місяці його члени прокидаються всередині дивного життєпідтримного середовища. Спочатку члени екіпажу відокремлені один від одного, та згодом Сірроко та Габі знаходять одне одного і подорожують разом через світ всередині тору, щоб знайти решту членів екіпажу.
У розвитку сюжету, вони дізнаються, що Келвін живе як компаньйон в Пузирі (Blimp), розумній повітряній тварині-дирижаблі у кілометр довжиною, подібній до німецького цеппеліна «Гінденбург», корабельний лікар є одним з багатьох мандрівників, що переносяться повітрям як туристи в його чреві. Келвін може розмовляти з ним свистом і зрозуміти його відповіді. Від людей істота отримує прізвисько Свистоліт (Whistlestop). Келвін допомагає Габі та Сірокко знайти інших членів екіпажу (крім Ейпріл). Він, урешті-решт, вирішив залишити своїх колег-астронавтів, щоб постійно жити з повітряною істотою.
Решта супутників стикаються з титанидами, дивними кентавроподібними істотами, які спілкуються мовою, заснованою на музиці. Сірокко знаходить, що вона вміє говорити їх мовою. Титаниди перебувають у постійному стані війни з янголами, пташиними штучним гуманоїдними істотами. Вони борються через імпульс, який виникає, коли вони поруч один з одним, але не знають, чому у них є імпульс.
Люди дізнаються у титанид, що є керівний всепланетний інтелект-божество, який зветься Геєю, і проживає на відстані 600 км над ними, в центрі тору. Сірокко, Габі та Джин вирішують піднятися туди, раніше поранений Білл залишається в таборі з титанидами. Підйом здійснюється товстезними (декілька кілометрів у діаметрі) кабелями, вкритих лісами, які підтримують структуру об'єкту для балансу відцентрової сили. Під час подорожі поведінка Джина стає дедалі більшою мірою незрозумілою. Він згвалтував Габі, а потім і Сірокко. Він вважає, що він вбив Габі, коли гнався за Сірокко, та тільки Габі не померла і в кінцевому рахунку зрізає його вухо сокирою. Після цього, Габі псує його обличчя. Вони позбавляються від нього, скинувши з вершини, і продовжують йти. Після тривалого альпіністичного підйому вони дістаються у височинь до однієї з спиць великого колеса. Там вони знаходять Ейпріл, що перетворилася на янголоподібну істоту. Вона, як і інші янголи, є одинаком за своєю природою, і навряд чи зможе витримати, щоб бути поруч з ними.
Нарешті дістаючись до хаба, вони відкривають Гею, яка видає себе скупою жінкою середнього віку, хоча насправді виявляється представником виду живих організмів-планетоїдів віком у 3 мільйони років. Вона пояснює, що велике колесо — дуже старе, і деякі регіональні підрозділи-самостійні розуми Геї навколо ободу повстали проти центру. Саме один з цих регіональних мізків-осередків Геї — Океан і захопив «Володаря перснів» і змінив його екіпаж на генетичному рівні. Гея врятувала їх та не змогла повернути їх назад, розмістивши їх там, де на її думку вони будуть щасливими. Вона робить пропозицію Сірокко: в обмін на довге життя і незвичні здібності, вона може бути агентом Геї на планетоїді, її феєю. Сірокко приймає пропозицію, з умовою, що війна між титанидами і янголами повинна зупинитися.
Особливістю Геї є те, що вона є кіноманом та шанувальником земних фантазій. Вона дивилася телевізійні сигнали з Землі і одержима кіно, особливо з Золотого століття Голлівуду . Війна титанид та янголів, генетичних створених Геєю, стала результатом того, що вона побачила воєнні фільми і зрозумівши, що людство неминуче оголосить війну їй. Війна — це спосіб її практикувати. А самі жителі планетоїду — плід її уяви та генетичних експериментів на підставі людських художніх творів та міфології.

## Відзнаки
- Премія «Локус» за найкращий науково-фантастичний роман, 1980 рік[2]
- премія «Неб'юла» за найкращий роман, 1979[3] 2-е місце
- премія «Г'юго» за найкращий роман[2] фіналіст

## Переклади іншими мовами
Роман перкладено цілою низкою інших мов:
- нідерландська «Titaan», 1980
- французька «Titan», 1980
- нідерландська «Der Satellit», 1983
- португальська «Titã», 1985, у двох томах
- польська «Tytan», 1986
- італійська «Titano», 1987
- російська «Титан», 1997

Українською мовою станом на 2018 рік не перекладався.